# Cala del Pedrigolet
La Cala del Pedrigolet és una cala de reduïdes dimensions del municipi de l'Escala (Alt Empordà), situada al costat del Búnquer del Pedrigolet, davant del puig del Pedró, entre la platja del Rec del Molí i la platja del Portitxol. És l'única cala de pedres en el litoral d'Empúries. Accessible des del camí de ronda, és un bon lloc per a observar el fons marí.